# Emmanuel Carasso
Emmanuel Carasso ou Emanuel Karaso (en Turc) né à Salonique dans l'Empire ottoman en 1862 et décédé à Trieste en Italie en 1934, est un juriste, membre de la grande famille Carasso, influente dans la communauté sépharade de Turquie. Il est un membre important des Jeunes-Turcs. Son nom est parfois également orthographié Karaso, Karassu et Karasso. Il est l'oncle d'Isaac Carasso, fondateur du Groupe Danone.

## Biographie

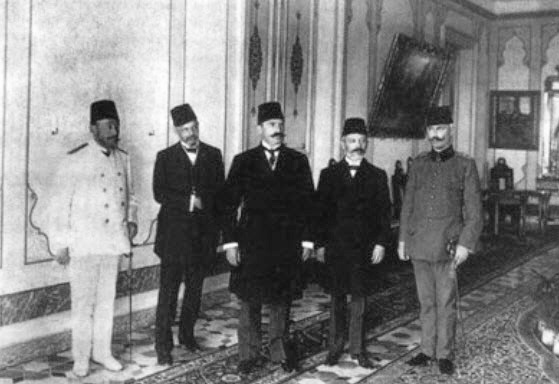
Délégation pour renverser le sultan Abdülhamit II le 27 avril 1909. De gauche à droite, le contre-amiral Arif Hikmet Paşa, Emanuel Carasso, Esad Paşa Toptani, Aram Efendi et Albay Galip Bey (Pasiner).

Emmanuel Carasso est membre (certaines sources affirment le fondateur) et par la suite président de la loge maçonnique Macedonia Risorta (portant le n°80) à Salonique et est un pionnier du mouvement maçonnique au sein de l'Empire ottoman. Les loges maçonniques et autres sociétés secrètes de Salonique étaient des lieux de rencontre pour les sympathisants des Jeunes-Turcs, dont Talaat Pacha. Carasso est un des premiers non-musulmans membre de la Société ottomane pour la liberté, qui fait partie par la suite du Comité Union et Progrès (CUP) ; et quand celle-ci parvient au pouvoir, il devient député de Salonique au parlement ottoman. Il lui est offert différents postes au sein du gouvernement Ottoman, mais il les refuse. Il est l'un des cinq hommes à informer le sultan Abdülhamit II de son renversement le 27 avril 1909. Il est membre du comité qui négocie le traité mettant fin à la guerre italo-turque et de celui prônant l'internationalisation de la ville de Salonique. Le régime ottoman, puis turc républicain, ayant sombré dans le nationalisme (Talaat Pacha est l'un des artisans du génocide arménien), Emmanuel Carasso s'exile en Italie, où il meurt en 1934 : il est cependant enterré dans le cimetière juif d'Arnavutköy à Istanbul.

## Culture populaire
Dans la série télévisée turque Payitaht: Abdülhamid, qui retrace les 13 dernière années du sultan ottoman Abdülhamid II, il est interprété par Ali Nuri Türkoğlu.